# 魚沼田中駅
魚沼田中駅（うおぬまたなかえき）は、新潟県魚沼市田中にある、東日本旅客鉄道（JR東日本）只見線の駅である。

## 歴史
- 1951年（昭和26年）
  - 3月1日：上条駅、柿ノ木駅とともに日本国有鉄道（国鉄）の魚沼田中仮乗降場として開設[注 1][2]。
  - 10月1日：駅に昇格[1]。
- 1987年（昭和62年）4月1日：国鉄分割民営化により、JR東日本の駅となる[3]。

## 駅構造
単式ホーム1面1線を有する地上駅である。
越後湯沢駅管理の無人駅である。小さな待合所がある。そのデザインは出入口の位置を除き、同時期に開設された上条駅や柿ノ木駅に類似している。

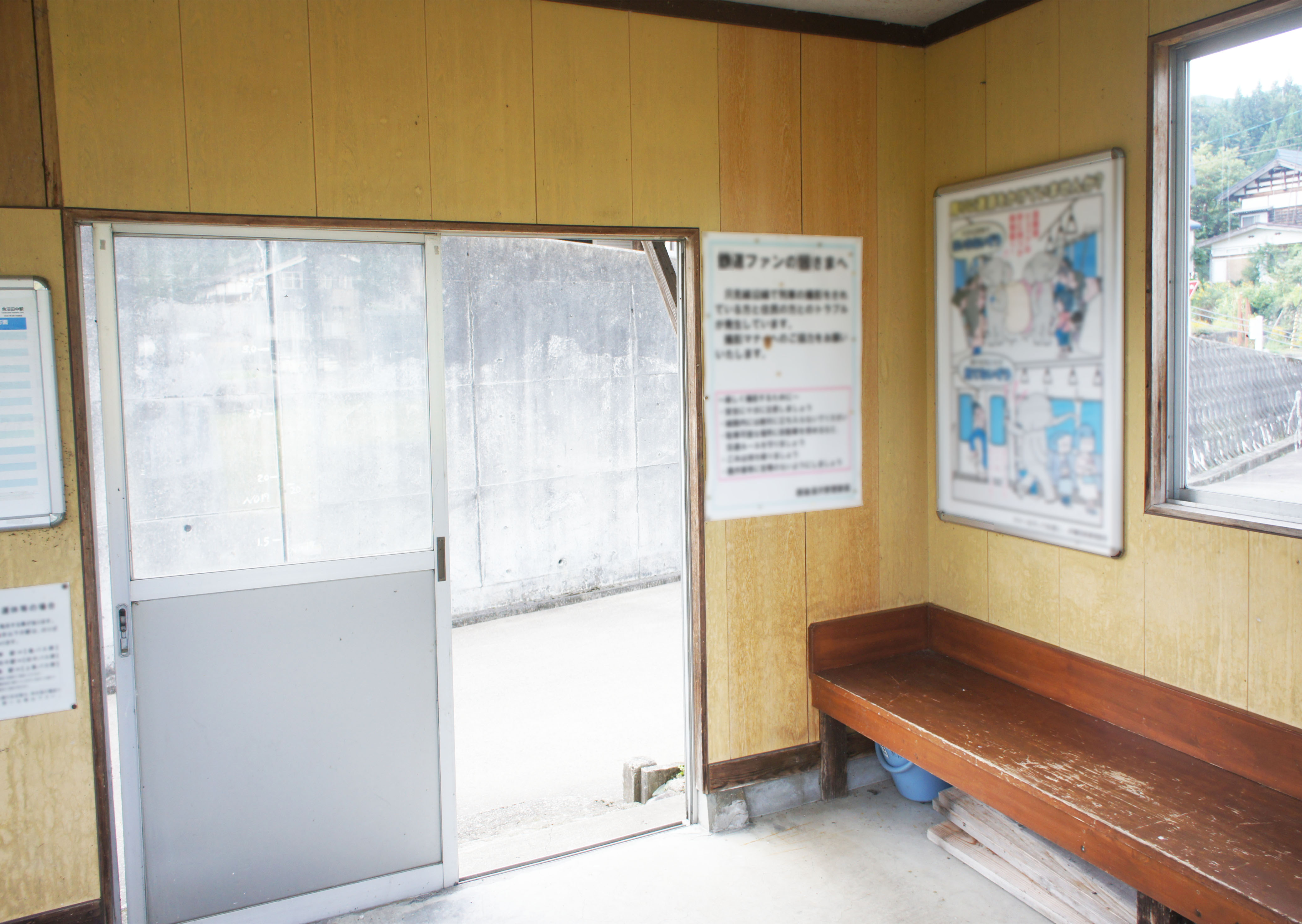
待合室（2021年9月）
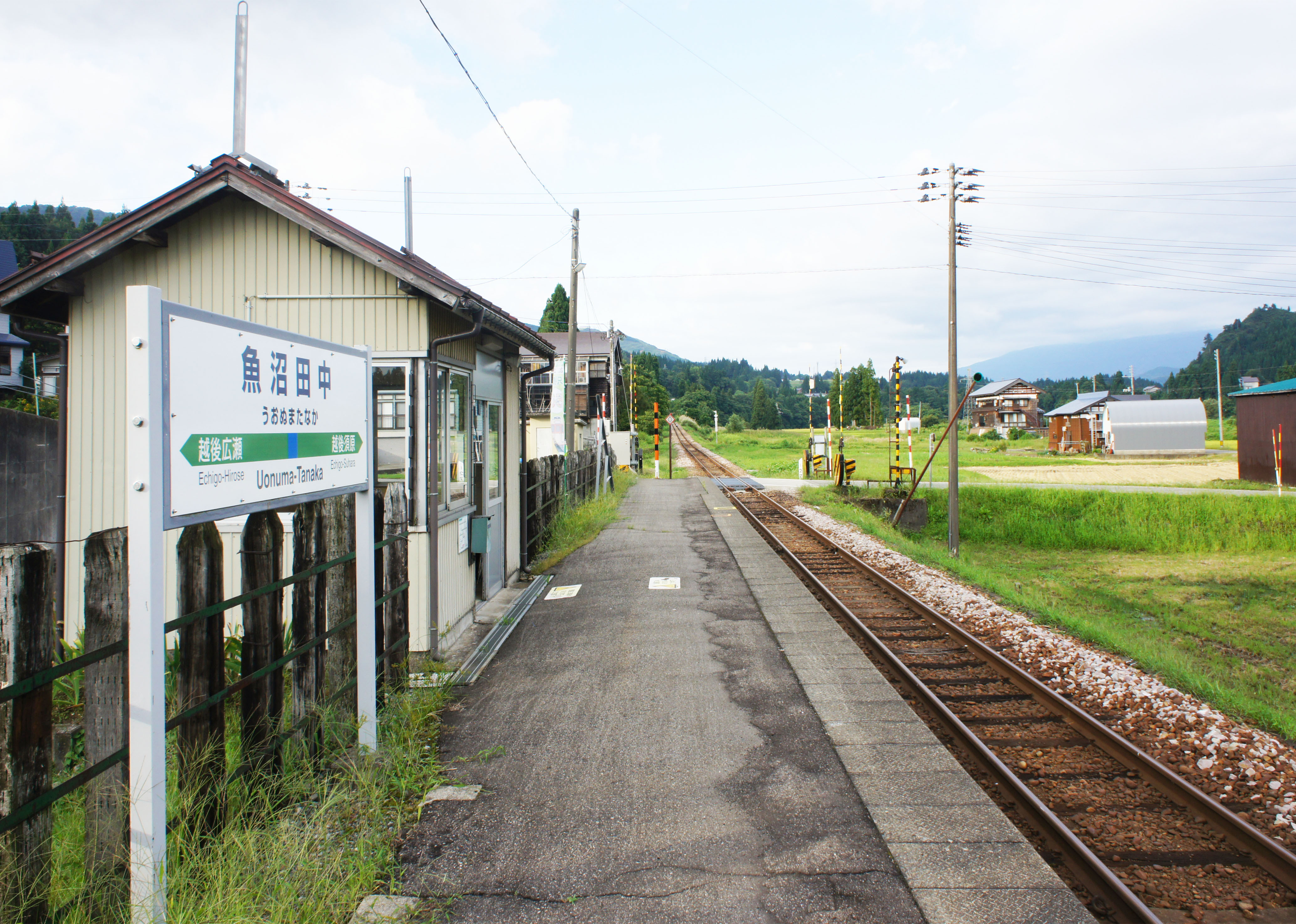
ホーム（2021年9月）

## 駅周辺
駅周辺では、田園地帯が広がる中に家や店が点在する。
- 魚沼田中郵便局
- 破間川 - 薮神ダム
- 国道252号

以前営業していた越後アクシオムスキー場（旧名 権現堂スキー場）の最寄り駅だった。

## バス路線
当駅から徒歩約2分の国道252号沿い（郵便局付近）の「田中」バス停にて、越後交通グループの南越後観光バスが運行する路線バス（UA 小出＝上条＝穴沢 線）が只見線に並行して走っている。

## 隣の駅
東日本旅客鉄道（JR東日本）
■只見線
越後須原駅 - 魚沼田中駅 - 越後広瀬駅